# Dinde
Meleagris
Sous-famille
Genre
Espèces de rang inférieur
- Meleagris gallopavo Linnaeus, 1758
- Meleagris ocellata Cuvier, 1820

Meleagris est un genre d'oiseaux gallinacés de la famille des Phasianidae et de la sous-famille des Meleagridinae, également connue sous le nom de guajolote,. Le mâle est appelé dindon, la femelle dinde et le petit porte le nom de dindonneau. Ce sont des oiseaux de basse-cour élevés pour leur chair. La dinde aux marrons est, en France, traditionnellement servie lors du réveillon de Noël. Aux États-Unis, la dinde farcie est un élément essentiel de la fête de Thanksgiving.

## Histoire
Endémique d'Amérique du Nord, le Dindon sauvage fut le seul volatile domestiqué et élevé à l'époque précolombienne, de l’Oasisamérique (au nord-ouest de l’actuel Mexique et sud-ouest des actuels États-Unis) jusqu'au centre du Mexique, ; on chassait également le Dindon ocellé dans le sud de la Mésoamérique, dans les forêts tropicales de la péninsule du Yucatán,.
Au Mexique, où la dinde était et reste toujours connue sous le nom de guajolote, du nahuatl huexōlōtl et peut être traduit par « grand oiseau monstrueux » (avec une symbolique de virilité à cause de ses appendices charnus (caroncules), et de fécondité), elle tient encore une place importante dans la gastronomie mexicaine.
La dinde, à l'époque préhispanique, en plus d'être domestiquée, était consommée. Ce fut notamment le cas lors du Panquetzalitzli célébré au solstice d'hiver. Ce festival a eu lieu en l'honneur de la victoire de Huitzilopochtli sur la déesse de la lune.
Les Européens la connaissent par les premiers colons espagnols qui l'appelaient « poule d'Inde » et les missionnaires jésuites qui la ramenèrent au XVIe siècle en Europe où elle se diffusa assez rapidement (contrairement à la néophobie envers les aliments végétaux du Nouveau Monde tels que le maïs, la tomate, le cacao ou la pomme de terre) car cet oiseau était assimilé aux volailles de basse-cour (poulet et pintade). Les termes coq d'Inde et poule d'Inde sont abrégés en dinde, l'emploi de ce mot étant attesté en 1600 dans le traité Théâtre d’Agriculture et mesnage des champs de l'agronome Olivier de Serres, qui parle de « l'importun piaulement des dindes », le nom étant à cette époque aussi bien masculin que féminin, usage qui perdure dans bon nombre de parlers populaires.

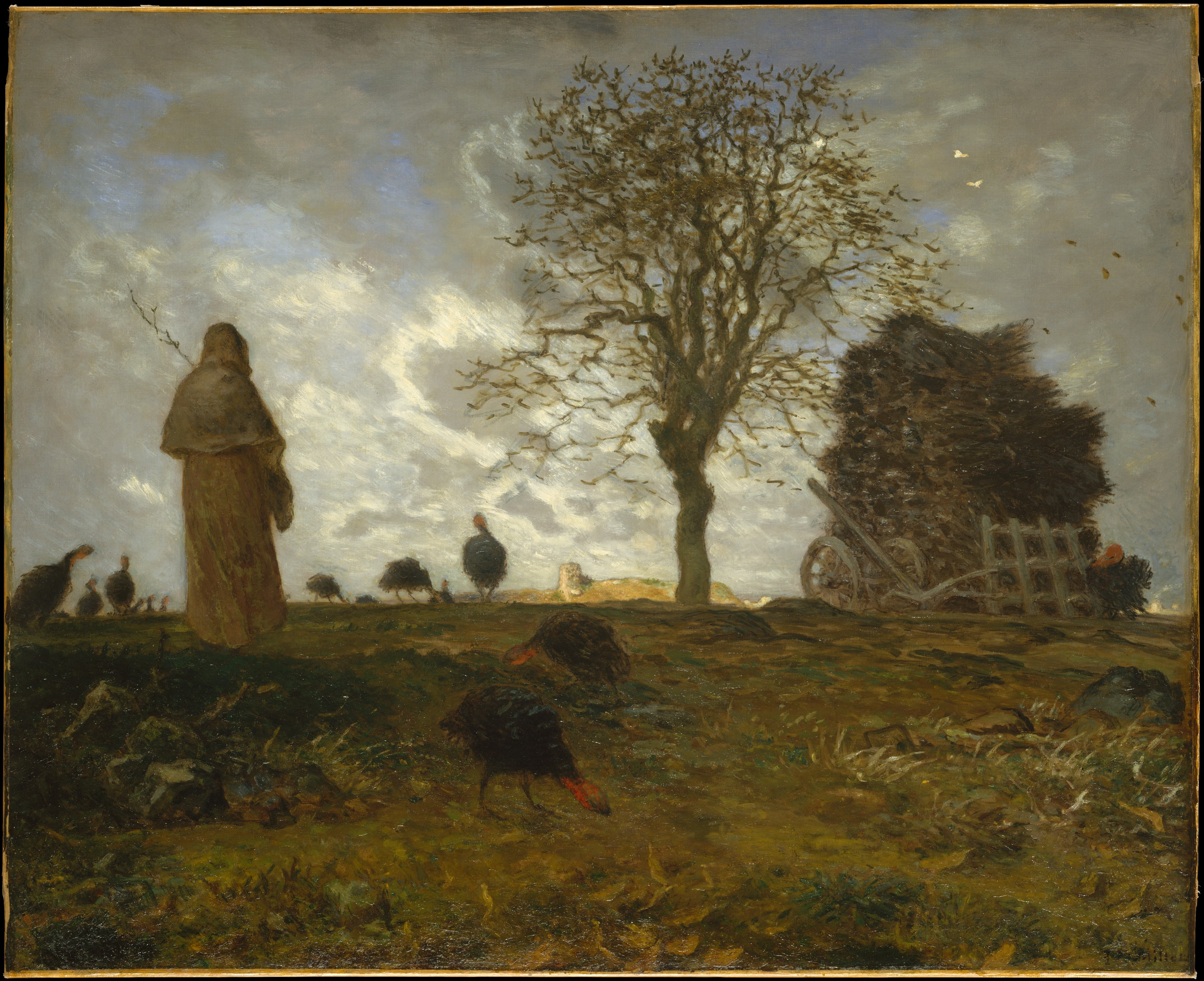
Paysage d'automne avec un troupeau de dindes
Jean-François Millet, 1872-1873
Metropolitan Museum of Art, New York

La dinde arrive d'Espagne en France probablement via la Navarre : un  contrat nous apprend que Marguerite d'Angoulême en faisait élever en 1534 dans son château d'Alençon par un fermier navarrais . Les premières dindes mangées en France sont attestées en 1549 lors d'un banquet donné à Paris en l'honneur de Catherine de Médicis et en 1570 aux noces du roi Charles IX.

### Étymologie
Le substantif féminin,, dinde (prononcé [dɛ̃ːd]) est issu de coq d'Inde, poule d'Inde et poulet d'Inde (respectivement « dindon », « dinde » et « dindonneau »), désignant — comme le latin médiéval gallina de India — la pintade,, originaire d'Abyssinie,, appliqué ensuite au dindon — introduit du Mexique,, pays des Indes occidentales espagnoles — puis à sa femelle.
Ramené en Europe par les conquistadors espagnols, lors de la conquête du Mexique que l'on croyait être les Indes, ce volatile a pris le nom de « poule d'Inde », que l'usage a ramené par aphérèse à « dinde ». Curieusement, les anglophones l'appellent Turkey Hen (« poule de Turquie ») — raccourci couramment en turkey — parce qu'à sa découverte elle fut confondue avec la pintade (Guineafowl, alors aussi Turkey Hen), importée en Europe via la Turquie. Les lusophones l'appellent Peru (« Pérou » en portugais).

## Liste des espèces

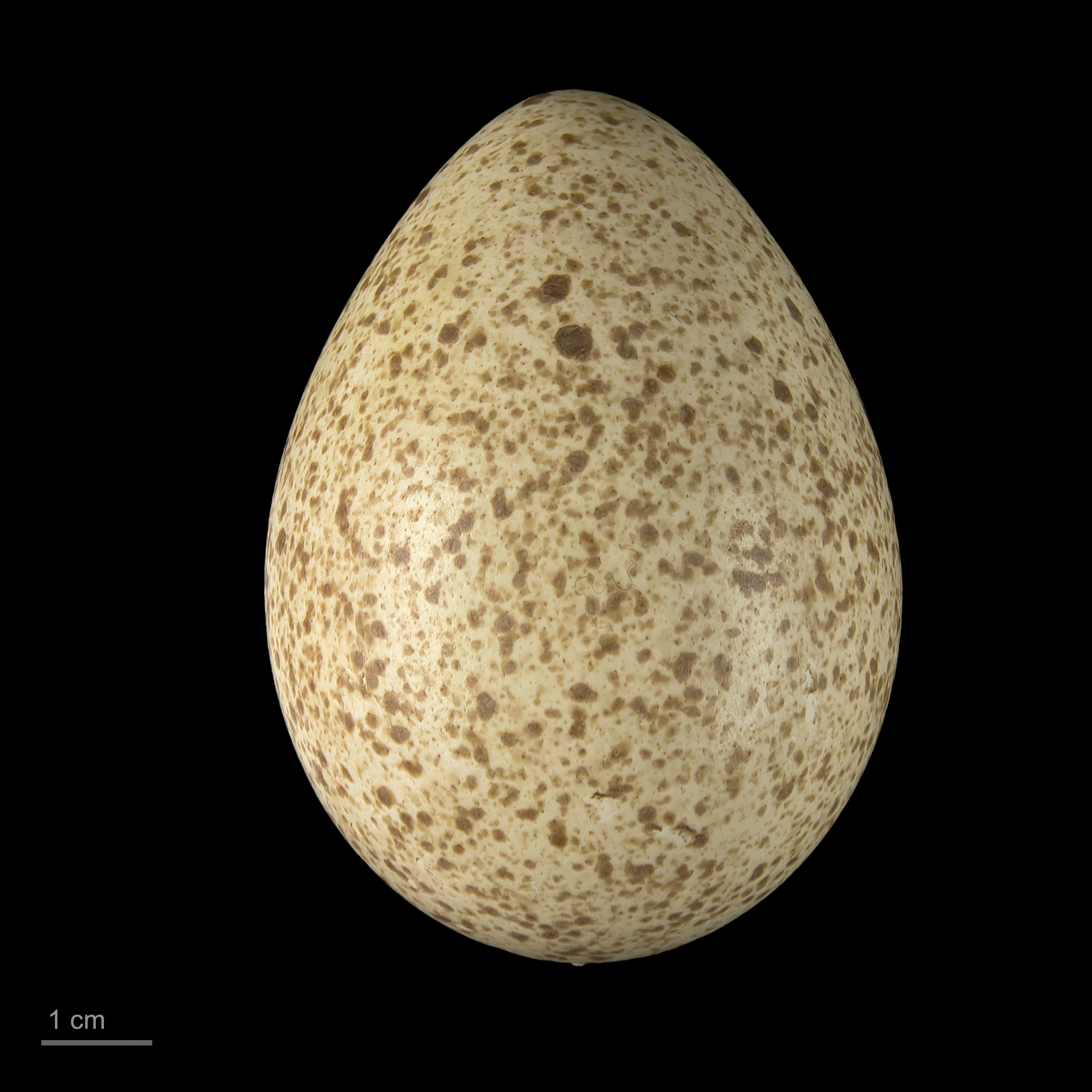
Meleagris gallopavo - MHNT.

D'après la classification de référence (version 2.2, 2009) du Congrès ornithologique international (ordre phylogénique) :
- Meleagris gallopavo Linnaeus, 1758 – Dindon sauvage
- Meleagris ocellata Cuvier, 1820 – Dindon ocellé

L'épithète spécifique du Dindon sauvage, gallopavo, fait référence au Coq (du genre Gallus) en raison de sa ressemblance à ce gallinacé et au Paon (du genre Pavo) parce que les mâles de ces deux espèces se pavanent et font la roue.
Les dindes domestiques proviennent quasi exclusivement du Dindon sauvage, le Dindon ocellé étant très rare en élevage.

## Élevage et commerce

### Poids économique
La France serait[réf. nécessaire] le deuxième producteur mondial, avec 625 000 t/an (déclaration de la France à la FAO en 2004, pour 2 millions de tonnes de volailles de toutes espèces confondues produites en 2004 en France). Le tonnage produit en 2005 était de 550 600 tonnes équivalent carcasse (tec) selon l'Office de l'élevage. Plus du tiers de la production française est voué à l'export (220 000 tec en 2005 selon l'Office de l'élevage). La plupart de ces exportations sont destinées à des pays européens, au premier rang desquels se trouve l'Allemagne. Le premier producteur mondial, les États-Unis, produit 2 657 000 tonnes équivalent-carcasse en 2009. En 2014, le nombre de dindes abattues par an est estimé à 649 millions.
Depuis les années 2000, la production française de dinde, confrontée à une baisse de la consommation intérieure (d'abord au profit de l'oie puis du chapon) et des exportations sur le marché européen, se replie.
En 2014, la France est nette exportatrice de dinde, d'après les douanes françaises. Le prix à la tonne à l'export était d'environ 2 500 €.

### Maladies
Cet oiseau est particulièrement sensible à plusieurs zoonoses, dont :
- la grippe aviaire et notamment au virus H5N1 ; les éleveurs sont tenus d’appliquer scrupuleusement les mesures de confinement obligatoires dans les zones à risque. On ne recense en France qu’un seul cas de H5N1, déclaré en 2006 dans un élevage de dindes (situé à Versailleux, dans l'Ain) ;
- plusieurs souches de salmonelles (dont celle qui provoque l'arizonose), y compris pour les dindes élevées à l'extérieur, surtout pour les gros élevages et surtout d’octobre à décembre au moment du pic de production industrielle des dindes de Noël, selon un rapport de l'AESA listant les facteurs connus de risque pour l'Union Européenne. Les cheptels détectés positifs à la Salmonella en Europe étaient tous, selon l'AESA, concentrés dans six pays. Certaines de ces souches peuvent infecter l'humain. La vaccination diminue ce risque selon l'AESA[23].

Facteur supplémentaire de risque : tous les élevages de dindes de la planète proviennent d'un petit nombre de reproducteurs importés puis sélectionnés depuis trois siècles, ce qui a entraîné une perte de diversité génétique, qui rend les souches domestiquées probablement plus sensibles aux flambées épidémiques.

## Illustrations

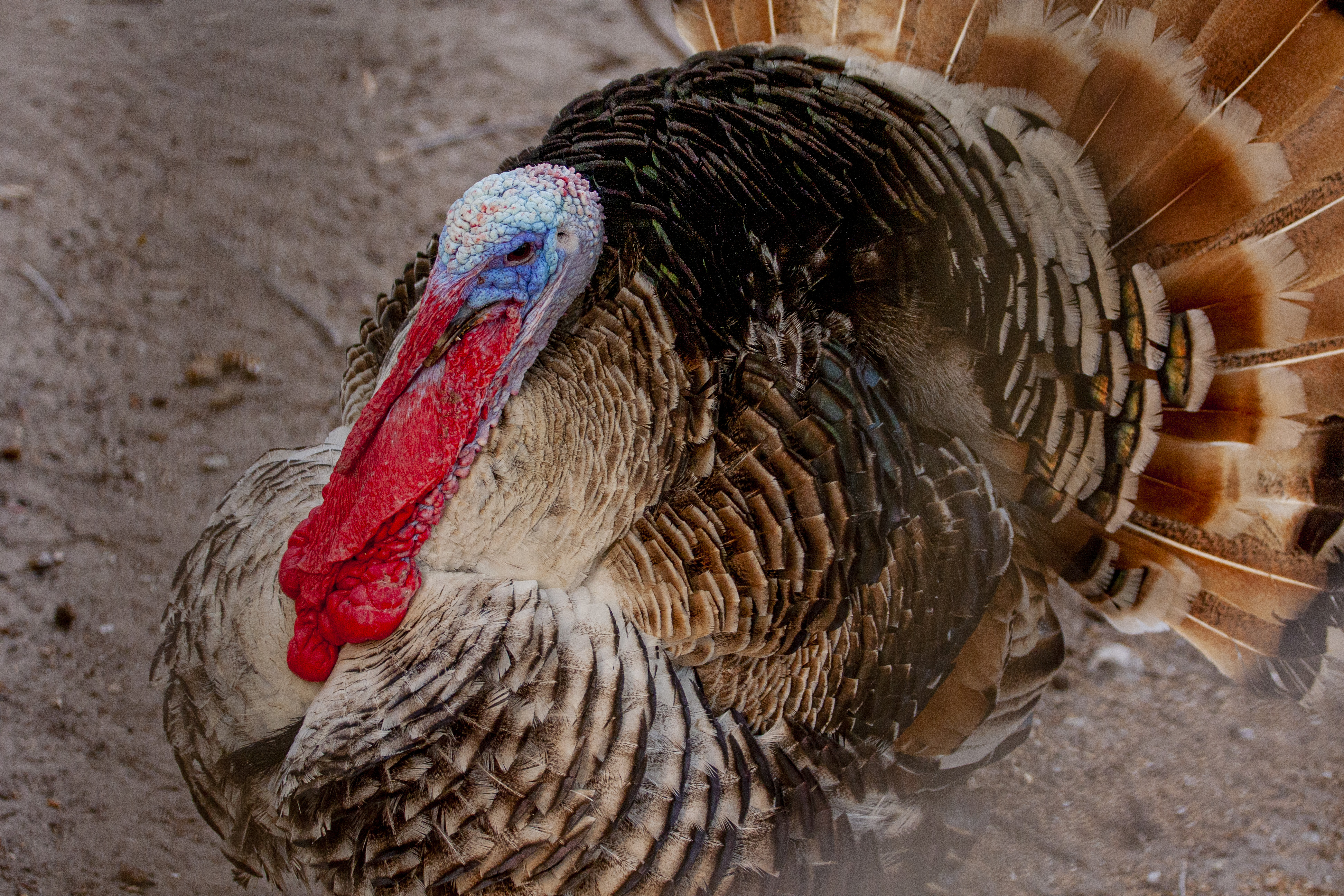
Dindon dans le Jardin zoologique de Kinshasa
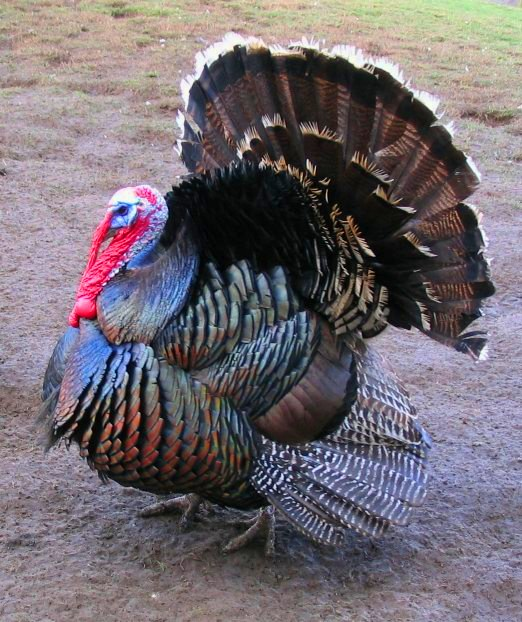
Plumage du dindon.
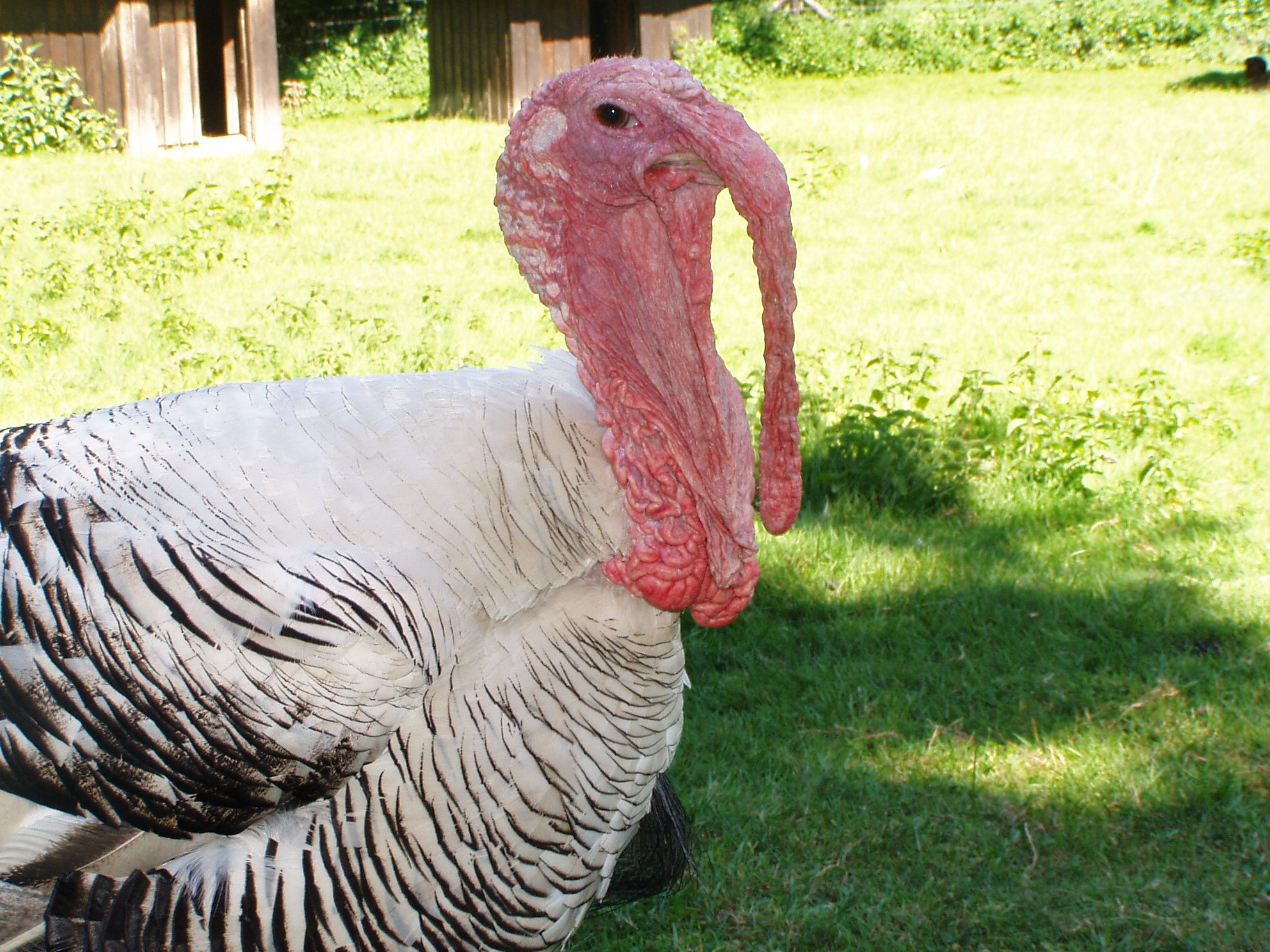
Dindon près du lac de Bambois en Belgique.
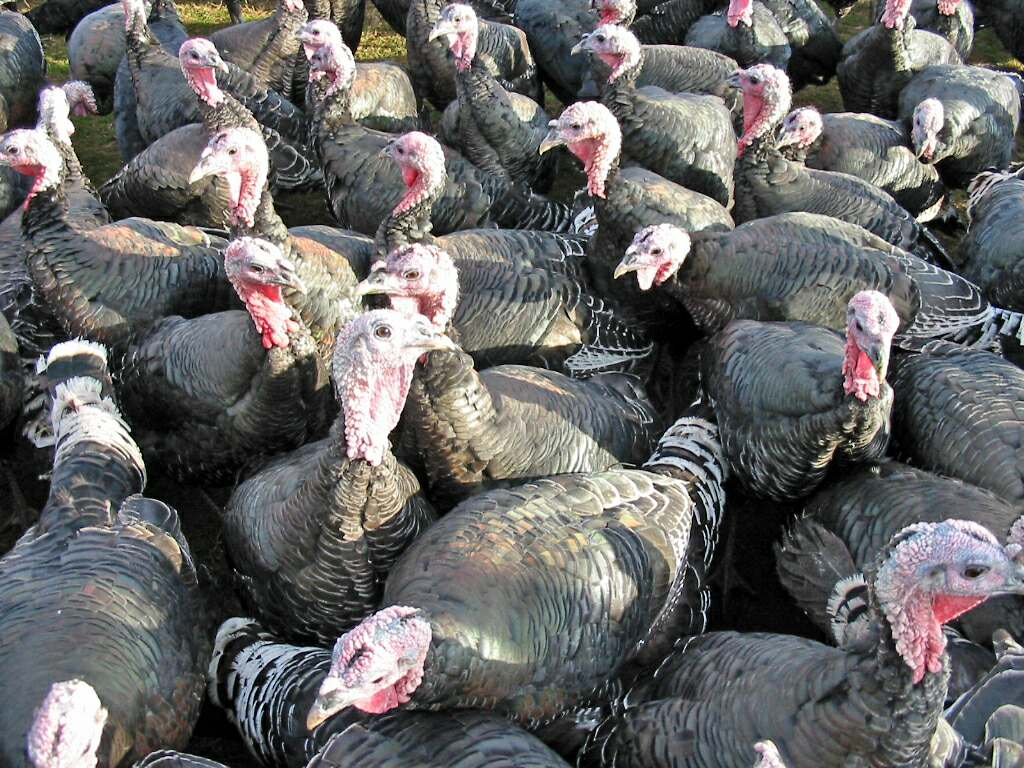
Élevage de dindes.
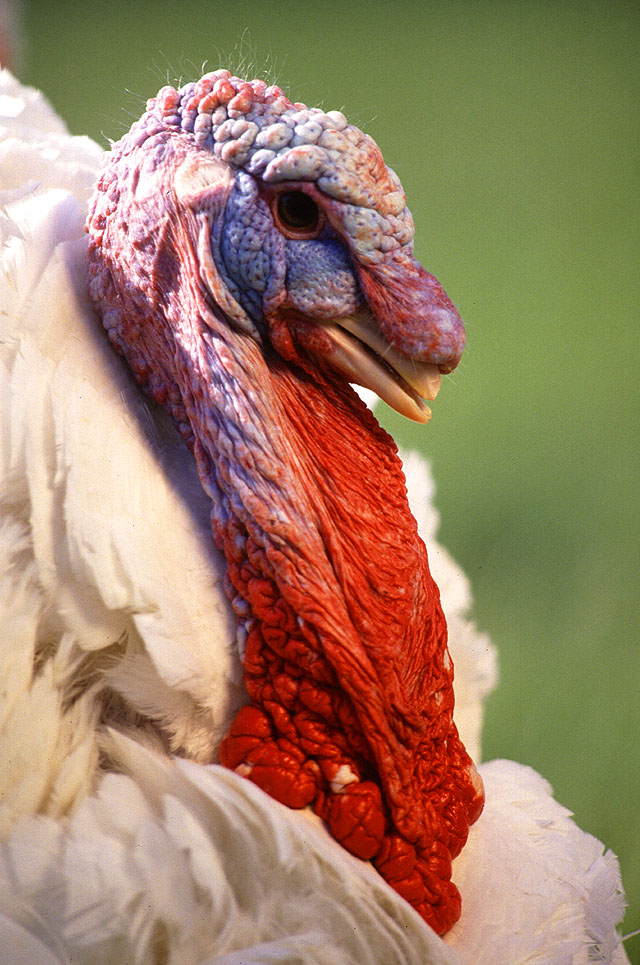
Dindon.
- Dindon domestique paradant devant une femelle. Film de 20 secondes réalisé dans une basse-cour de Collonges-la-Rouge, France.

## Dans la culture

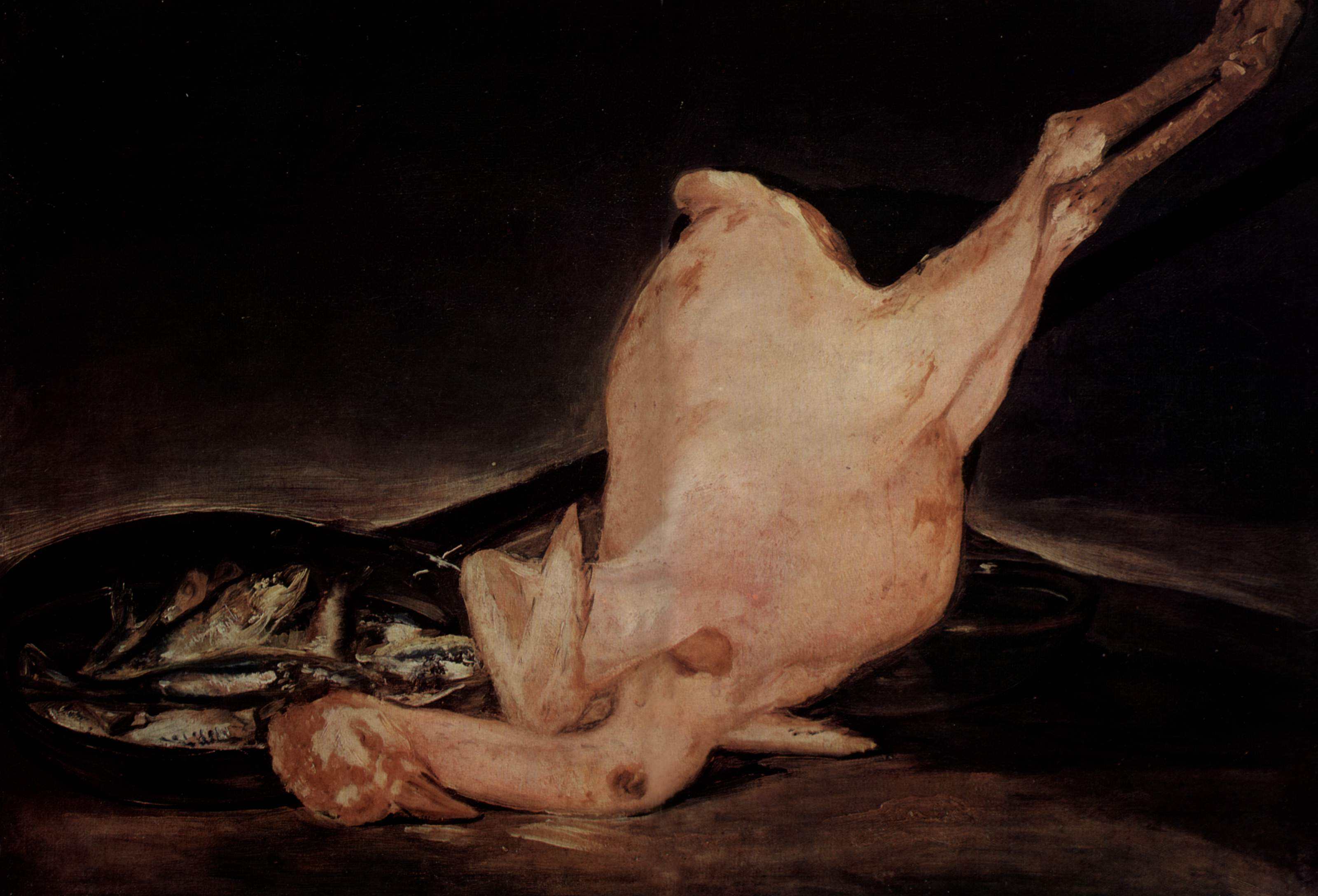
Dinde plumée (Francisco de Goya, Neue Pinakothek, Munich, Bavière, Allemagne, U.E.)

### Calendrier républicain
La dinde voit son nom attribué au 15e jour du mois de brumaire du calendrier républicain ou révolutionnaire français, généralement chaque 5 novembre du calendrier grégorien.

### Expressions populaires
- Le mot « dinde » est parfois utilisé comme un terme péjoratif désignant une femme, et notamment une jeune fille, considérée comme sotte ou stupide. À ce sujet, voir idiotisme animalier.
- En gaga (parler stéphanois), l'appellation est différente : on parle d'un dinde pour le mâle. La femelle est alors appelée « dindonne ».
- Expression lorraine et champenoise : « être fier comme un dindon ». Se dit également en Bourgogne.
- Être le dindon de la farce : se faire duper.

### Représentations artistiques
Plusieurs peintres ont fait de la dinde le thème principal d'un tableau, notamment Francisco Goya (Dinde plumée, Neue Pinakothek, Munich) et Claude Monet (Les Dindons, 1977, musée d'Orsay).

### Festivité
Depuis les années 1990, dans la commune de Licques (Pas-de-Calais), se déroule chaque année en décembre, sur un week-end, la « Fête de la dinde ». En 2022, retour de la manifestation après deux années d'absence liées à la pandémie de Covid-19. Vingt confréries gastronomiques de toute la France et une belge participent à un défilé, en tenue traditionnelle, ouvert par le défilé de dindes.